# Aristide Calderini
Aristide Calderini (Tarento, 18 de octubre de 1883-Milán, 15 de septiembre de 1968) fue un arqueólogo y epigrafista italiano.

## Biografía
«Studiare la storia antica per lui significò infatti soprattutto ritrovare, attraverso la documentazione, quel lato della vita di ogni giorno, quel buon senso che ognuno di noi, in qualunque tempo, applica alle proprie azioni».
«Estudiar historia antigua para él significaba sobre todo redescubrir, a través de la documentación, ese lado de la vida cotidiana, ese sentido común que cada uno de nosotros, en cualquier momento, aplica a sus acciones».
(Barocas)

Aristide Calderini nació en Tarento el 18 de octubre de 1883, hijo de Ampellio y Ersilia Pollaroli, ambos naturales de Borgosesia. Tras una estancia en Tarento de cinco años, la familia se trasladó a Milán en 1889; a pesar de sus orígenes apulenses, Calderini se convirtió rápidamente en un milanés de vocación, hasta el punto de que nunca abandonó la ciudad ambrosiana. Estudió en el Liceo Parini, y luego pasó a la Academia Científico-Literaria de Milán, donde recibió clases del filólogo Attilio De Marchi; en 1906 se licenció en Antigüedades Griegas y Romanas, con un trabajo sobre La manomissione e la condizione dei liberti in Grecia. Tras finalizar su carrera académica, Calderini impartió clases en el liceo Parini y en el instituto Bognetti; sólo una vez adquirida la cátedra libre de lengua y literatura griegas, en 1911, pudo enseñar primero lengua y literatura griegas, luego gramática griega y latina y, por último, antigüedades griegas y romanas, cátedra que dejó vacante tras la muerte de De Marchi el 29 de noviembre de 1915.
En 1925 se produjo un giro decisivo en la vida de Calderini. Ese año fue trasladado a la dirección de las cátedras de papirología y antigüedades griegas y romanas de la Universidad Católica del Sagrado Corazón, fundada cuatro años antes, en 1921. En la universidad milanesa, fue llamado a enseñar historia romana (1928-1943) y luego pasó a ejercer, todavía allí, como decano de la Facultad de Letras. Al llegar a la edad de jubilación, Calderini abandonó la enseñanza. Durante este periodo de retiro, se intensificó su actividad editorial, en la que volcó los resultados de su intensa vida académica.
De 1954 a 1960 fue también presidente de la Asociación Italiana de Bibliotecarios, iniciando, entre otras cosas, su primera publicación periódica.
Desde 1957 hasta su muerte, fue también presidente de la Fundación Ambrosianeum, institución cultural milanesa, activa en ella incluso antes de ser nombrado presidente, sobre todo en la organización de cursos bíblicos.
Aristide Calderini falleció el 15 de septiembre de 1968 en su domicilio de Milán.

## Intereses

### Literatura
Gracias a su experiencia académica, Calderini fundó varias publicaciones periódicas de carácter científico:
- Aegyptus: Revista italiana de egiptología y papirología. Fundada en 1920 (es la más antigua de su género en Italia), la revista es el órgano de la escuela papirológica de la Universidad Católica del Sagrado Corazón.
- Aevum: Revista de ciencias históricas, lingüísticas y filológicas. Voz de la facultad de letras de la misma universidad, Aevum —fundada en enero-marzo de 1927— contribuye al desarrollo de los estudios humanísticos, con profundizaciones también en los campos de la historia, la filología y las ciencias documentales.
- Aquileia nostra: dada a la imprenta en 1930 en pleno fervor por el descubrimiento de las antiguas ruinas, precisamente por Calderini: de este y otros méritos se hablará en § Arqueología.[1]
- Epigraphica: Última de las revistas de Calderini —fundada en Ámsterdam en 1939, con ocasión del Primer Congreso Internacional de Epigrafía—, Epigraphica se propone «publicar textos epigráficos nuevos o ya conocidos [...] acoger estudios sobre la técnica, el lenguaje y la historia de la epigrafía», como había declarado el propio autor.

Calderini fue también autor de varios libros y estudios: cabe destacar la obra anterior La manomissione e la condizione dei liberti in Grecia, publicada por Hoepli en 1908. Este estudio, en el que Calderini confió toda su agenda científica, académica y cultural, también se basa en documentos papiráceos: en palabras de Barocas, el papiro constituía para el arqueólogo «una expresión de la vida cotidiana; a través de él se pueden descubrir aspectos de la vida cotidiana que de otro modo permanecerían completamente ignorados».

### Arqueología

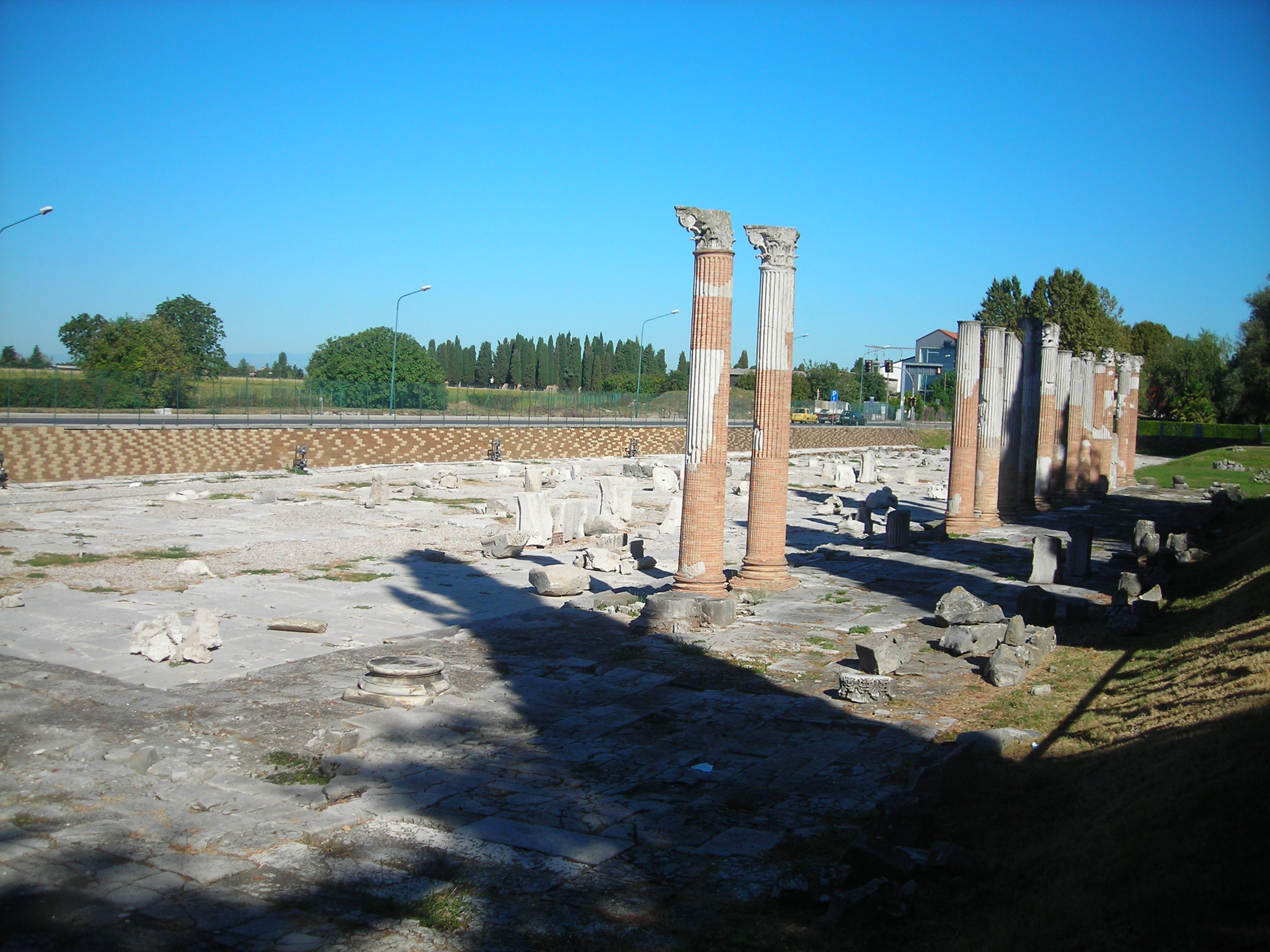
Excavaciones arqueológicas de Aquilea en 2013

Las aportaciones de Calderini al movimiento arqueológico que animó Italia a principios del siglo XX fueron numerosas. Realizó importantes aportaciones al conocimiento de la Milán romana, entre otras cosas iniciando la creación de Forma urbis mediolani; contribuyó a la creación de un organismo para la protección del patrimonio arqueológico de Lombardía; y potenció los estudios sobre la historia romana de Como. El mérito más importante fue el redescubrimiento de la ciudad romana de Aquilea: Calderini no escatimó tiempo ni energía para revalorizarla, hasta el punto de que escribió —además de la ya citada revista Aquileia nostra— la obra Aquileia romana. Ricerche di storia e di epigrafia, reseñada por Pietro Sticotti como la «primera gran obra de síntesis sobre Aquilea». En este sentido, Calderini tampoco dudó en «exaltar el valor del individuo» y en buscar «una evocación del pasado lo menos historicista posible».

«L'abilità del C[alderini] fu nell'aver intuito in pieno il tono da darsi alla campagna pubblicitaria in favore di una riscoperta dell'antico centro romano: e Aquileia per la sua stessa posizione geografica acquistava valore di vero e proprio simbolo dell'"italianità" alle porte dell'Oriente e in collegamento evidente con le terre irredente, cose queste che il C[alderini] non mancò di sottolineare a più riprese».
«La habilidad de Calderini consistió en haber captado perfectamente el tono que debía darse a la campaña publicitaria a favor de un redescubrimiento del antiguo centro romano: y Aquilea, por su exacta posición geográfica, adquirió el valor de símbolo válido de la "italianidad" a las puertas de Oriente y en aparente conexión con las tierras irredentas, algo que Calderini no dejó de subrayar en varias ocasiones».
(Barocas)

En cuanto a su contribución a la egiptología, Calderini tuvo el mérito de crear una cátedra en la Universidad Católica para la enseñanza de esa disciplina, aprovechando el vasto interés que despertaba entonces el estudio del antiguo Egipto.